# Cardamine pattersonii
Cardamine pattersonii là một loài thực vật có hoa trong họ Cải. Loài này được L.F.Hend. mô tả khoa học đầu tiên năm 1930.